# Ottagono Alberoni
L'Ottagono Alberoni è un'isola della Laguna Veneta, una dei cinque ottagoni. Situato di fronte alla località degli Alberoni, misura 0,2 ha. È di proprietà privata.

## Storia
Inserito nel sistema di fortificazioni che la Repubblica di Venezia realizzò contro la minaccia turca, quest'isola fortificata, posta davanti al coevo forte Alberoni, aveva il compito, assieme all'ottagono Campana o Abbandonato e all'Ottagono Poveglia di sbarrare la strada alle navi nemiche che fossero riuscite a penetrare in laguna attraverso il porto di Malamocco.
Rifortificato dopo la guerra di Candia, venne modificato nell'Ottocento durante il dominio asburgico mediante il rafforzamento del muro perimetrale e l'aggiunta di batterie. Furono armate inoltre le mura che si affacciavano verso gli Alberoni, probabilmente perché da lì sarebbero venuti i maggiori problemi in caso di attacco. Nel 1900 aveva ancora in dotazione 4 pezzi di artiglieria con una guarnigione di 25 uomini.
I militari italiani continuarono ad usare l'Ottagono fino alla fine della seconda guerra mondiale, dopodiché fu acquistata da privati.
Attualmente sterpaglie e vegetazione ne confermano il progressivo degrado. L'isola è attualmente in vendita.